# Бранчени (Телеорман)
Бранчени (рум. Brânceni) насеље је у Румунији у округу Телеорман у општини Бранчени. Oпштина се налази на надморској висини од 33 m.

## Прошлост
Место је био један од спахилука "Капетан Мише" - Мише Анастасијевића. Био је то његов први спахилук у Румунији. Купљен је 1844. године за 45.000 дуката. Са Бранчени били су и Гурујени (Телеорман) и Смардиоаса (Телеорман).
Испред цркве Св. Луке, коју је 1850. године саградио Миша Анастасијевић (његова крсна слава), налази се ктиторов споменик из 1934. године. Иѕнад улазних црквених врата налази се велика мермерна спомен плоча на српском и румунском језику, која сведочи о ктиторству. На том месту је пре била стајала мања црква, посвећена Успењу Богородице. За осликавање храма узео је ктитор Миша свој пријатеља румунског сликара Георгија Татарескуа. Рад тог иконописца је коштао 10.000 дуката. Миша је наводно изградио и подземни тунел који је спајао ту цркву и његов двор док је ту живео. Иза цркве се налази старо гробље, на којем поред осталих почивају изгинули ратници у оба светска рата. На месту спахијског двора сада се налази зграда основне школе.

## Становништво
Према подацима из 2002. године у насељу је живело 3153 становника.

### Попис2002.
| Расподела становништва по националности 2002.‍ | Расподела становништва по националности 2002.‍ | Расподела становништва по националности 2002.‍ | Расподела становништва по националности 2002.‍ | Расподела становништва по националности 2002.‍ |
| --------------------------------------------- | --------------------------------------------- | --------------------------------------------- | --------------------------------------------- | --------------------------------------------- |
|                                               |                                               |                                               |                                               |                                               |
| Румуни                                        | Румуни                                        |                                               | 2.990                                         | 94,8%                                         |
| Роми                                          | Роми                                          |                                               | 163                                           | 5,2%                                          |